# Sparx*
Sparx* (también conocido como Sparkling*) es una compañía de animación por computadora localizada en París . Uno de sus mejores trabajos es realizar para Disney Channel y Nelvana la serie animada Rolie Polie Olie